# Balkanabat
Balkanabat (în turkmenă cu caractere rusești: Балканабат, iar în limba rusă: Балканабад, citit Balkanabad), mai demult Nebit Dag, este un oraș din vestul Turkmenistanului, și este capitala provinciei Balkan.

## Situare geografică
Orașul Balkanabat este situat la vreo 400 km de capitala țării, Așgabat, la poalele lanțului de munți Balkan Daglary.

## Populația
În 2006, orașul avea populația estimată la 87.822 de locuitori.

## Numele și istoria
Vechiul nume, Nebit Dag, semnifică „uleiul/petrolul muntelui”, în limba turkmenă și este denumirea unui mare lanț de munți din regiunea Balkan Daglary. Orașul a fost fondat în anul 1933, popas pe calea ferată Trans-Caspiană.

## Economie
Balkanabat este un centru industrial pentru industriile petrolieră și a gazului natural. Orașul este deservit de aeroportul Balkanabat. Orașul este legat de capitala țării Așgabat prin compania aeriană Turkmenistan Airlines, cât și prin calea ferată și șosele.